# 1,2-etanditiolo
L'1,2-etanditiolo è l'equivalente tiolico del glicol etilenico.
A temperatura ambiente è un liquido incolore, infiammabile, dallo sgradevole odore caratteristico.
Nella sintesi di composti organici trova uso per proteggere i gruppi carbonilici C=O di aldeidi e chetoni quando l'aldeide o il chetone devono essere trattati con reagenti che andrebbero a reagire preferenzialmente con il gruppo carbonilico, anziché con altri siti reattivi della molecola. Terminata la reazione, il gruppo carbonilico viene ripristinato per idrolisi.
Un esempio è la conversione di un'aldeide in chetone per alchilazione, che si compone di tre passaggi
1. protezione del gruppo carbonile
2. alchilazione
3. ripristino del gruppo carbonile

Il derivato dell'etanditiolo con un chetone ("tiochetale") può inoltre essere ridotto con idrogeno e nichel-Raney: il gruppo carbonile C=O viene convertito in un gruppo metilene - CH2-.